# Craps
 (mars 2016).
Si vous disposez d'ouvrages ou d'articles de référence ou si vous connaissez des sites web de qualité traitant du thème abordé ici, merci de compléter l'article en donnant les références utiles à sa vérifiabilité et en les liant à la section « Notes et références ».
Le craps est un jeu d'argent originaire des États-Unis. Il se joue avec deux dés, généralement dans les casinos.

## Histoire

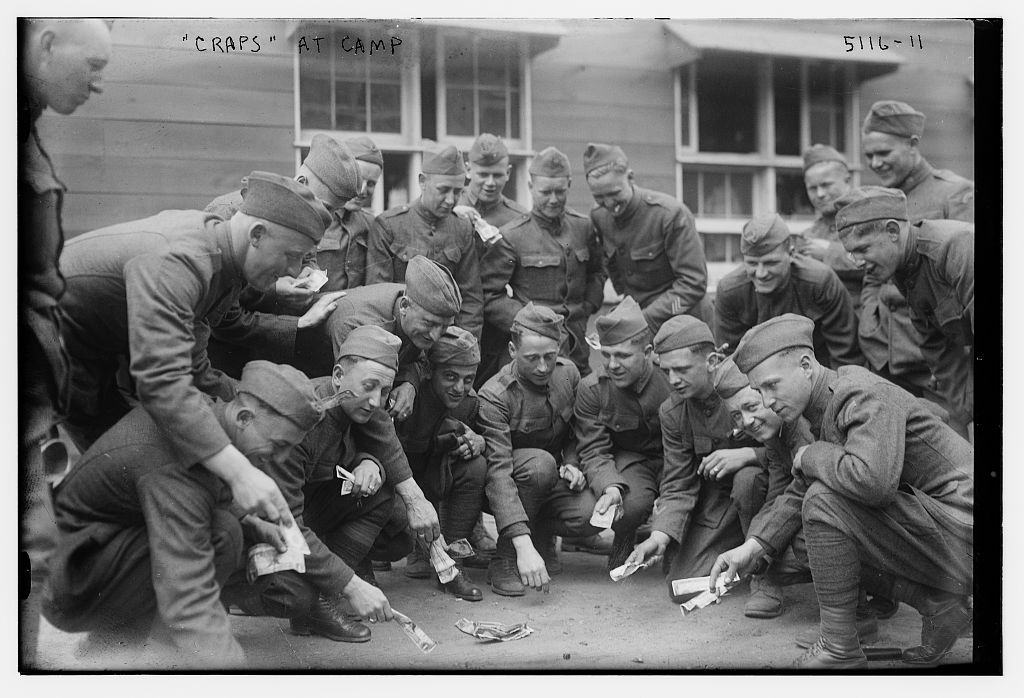
Partie de craps dans un camp militaire en 1918

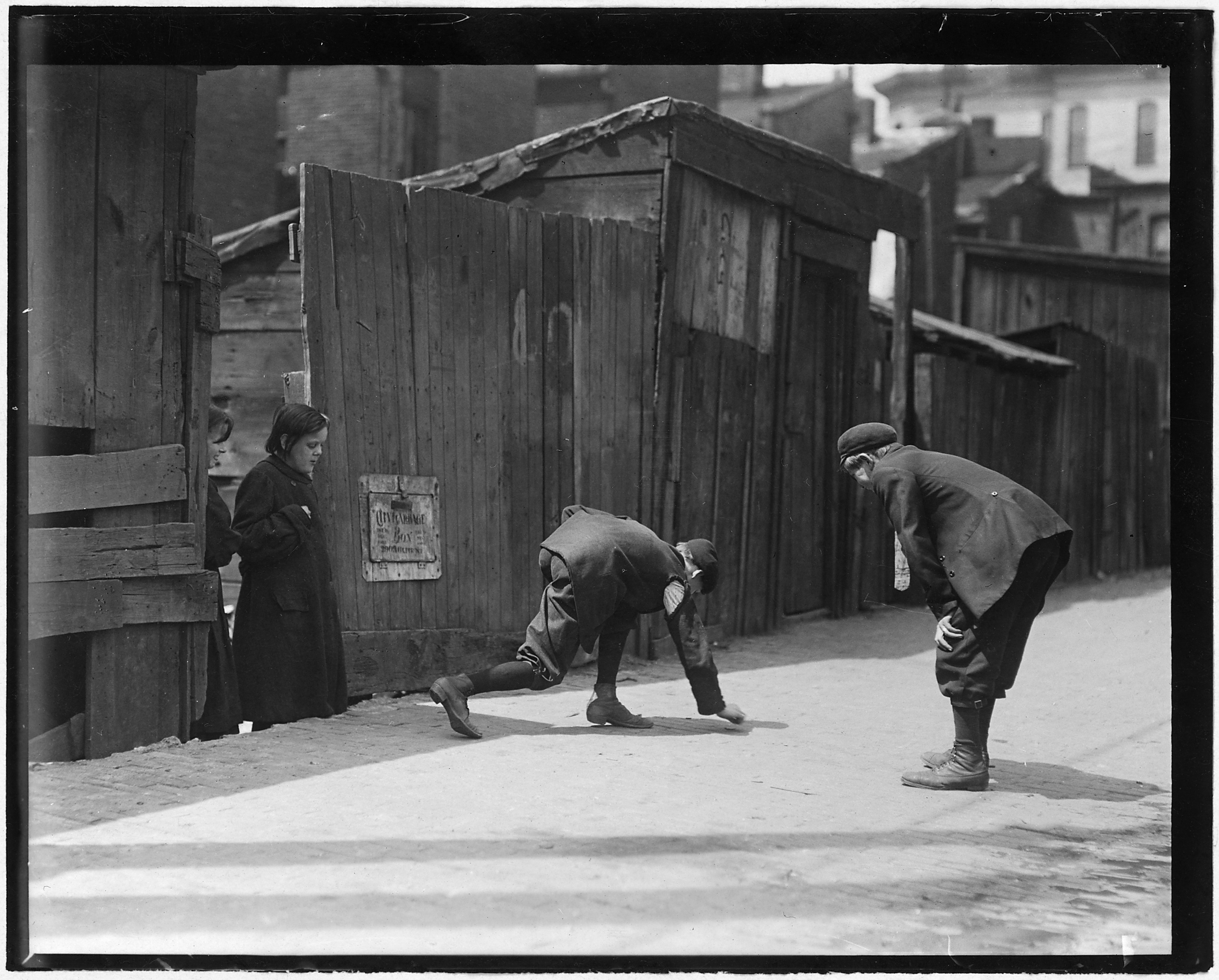
Enfants jouant au craps dans une rue de St. Louis, Missouri, vers 1912

En 1788, « Krabs » (plus tard orthographié crabs) était une variation anglaise du jeu de dés appelé hazard. Craps a évolué aux États-Unis à partir du jeu européen hazard. Les origines de hazard sont obscures et pourraient remonter aux Croisades. Hazard a été introduit de Londres à La Nouvelle-Orléans vers 1805 par Bernard Xavier Philippe de Marigny de Mandeville, un jeune joueur de la Louisiane. De Marigny a simplifié le jeu en choisissant le nombre sept comme numéro principal, ce qui est le choix mathématiquement optimal pour le lanceur de dés. Craps est devenu populaire parmi les classes inférieures grâce à de Marigny. Le jeu s'est répandu le long du fleuve Mississippi et a connu un grand succès à La Nouvelle-Orléans,,.
Le jeu central, appelé « pass », a été complété au fil des décennies par de nombreux autres jeux. Le terme « craps » est une prononciation erronée de « crabs », qui désignait les nombres deux et trois à Londres. Les casinos ont utilisé des dés truqués jusqu'à ce qu'un fabricant de dés nommé John H. Winn introduise des règles équitables en 1907. Craps est devenu populaire pendant la Seconde Guerre mondiale, lorsque de nombreux soldats américains y jouaient. Depuis lors, il est devenu l'un des jeux de casino les plus populaires à Las Vegas et dans le monde entier.

## But du jeu

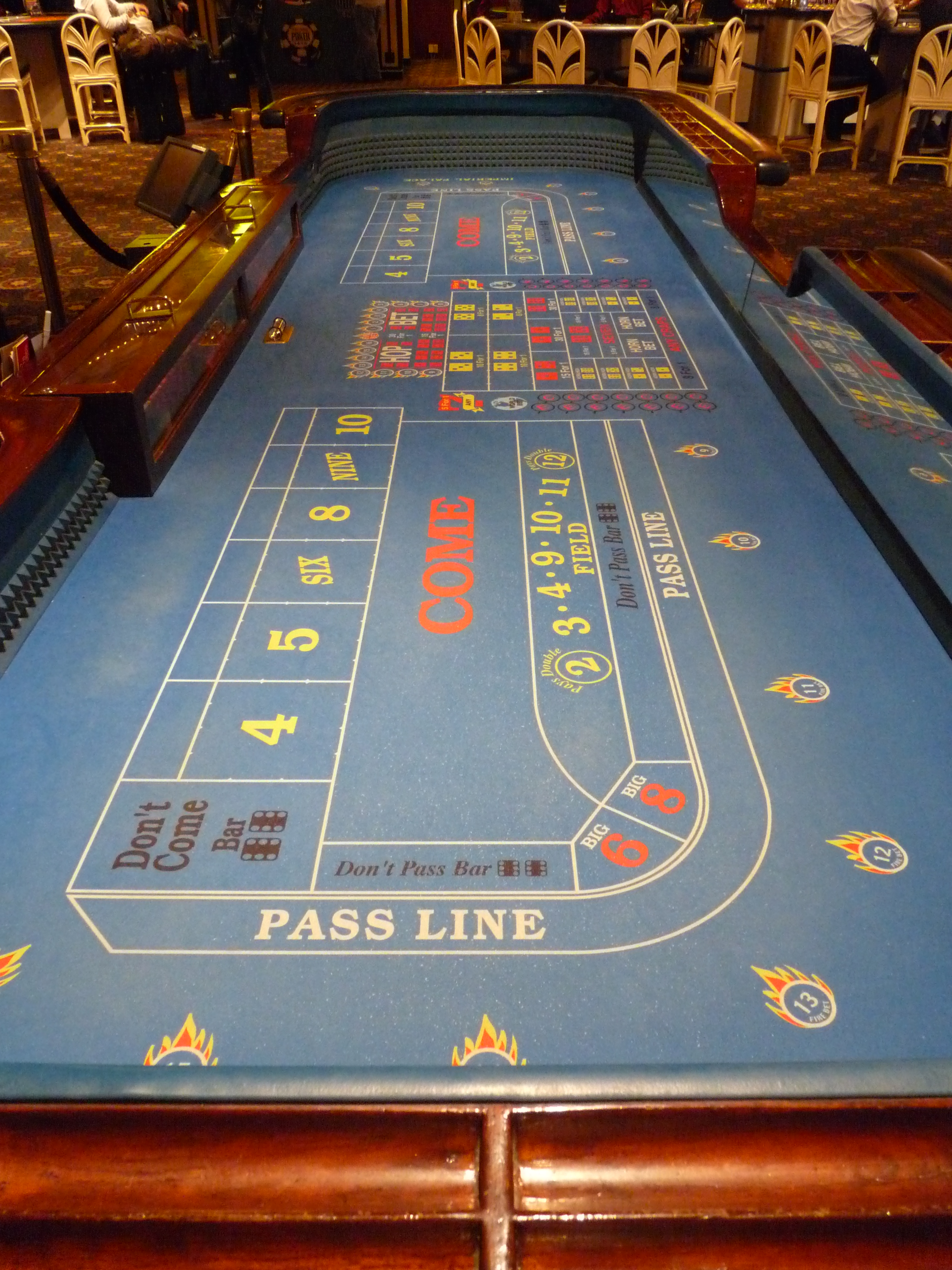
Une table de craps standard dans un casino de Las Vegas.

Il faut jeter deux dés à six faces. Le total des 2 faces opposées de chacun des deux dés doit toujours être égal à 7 : « 1 et 6 », « 2 et 5 », « 3 et 4 ».
Le lanceur doit tout d'abord lancer les dés. Avant le premier lancer, le point est à « off ». Donc, il gagne avec un 7 ou un 11 et perd avec un 2, 3 ou un 12. En obtenant un 4, 5, 6, 8, 9 ou 10, le point sera placé sur ce chiffre. Il faut donc refaire ce chiffre avant le 7 pour gagner.
Le lanceur n'arrête de lancer les dés qu'après avoir obtenu un 7 devançant son point. Cependant, lorsque le point est à « on », il peut parier sur d'autres chiffres (4, 5, 6, 8, 9, 10), sa mise sera retirée seulement si le lanceur lance un 7 quand le point est à on (communément appelé « Seven out »). Si le point est à off et que le lanceur lance un 7, il ne perd pas ses mises sur les numéros.

## Règles

### Dés
À l'inverse des dés traditionnels, les points ne sont pas gravés sur les dés mais imprimés dessus (pour garantir l'équiprobabilité).

### Points
Au craps, on considère :
- soit le total des points des dés ;
- soit des figures particulières (les craps, hard ways, le 11, le 7)

La somme des faces des dés qui font 4, 5, 6, 8, 9 et 10 sont appelés « points ».
- Les craps (« déchets ») : désigne un total qu'on peut obtenir d'une seule manière: (2 = 1+1), (3 = 1+2), (12 = 6+6)
- Les hard ways sont les doubles (2+2), (3+3), (4+4), (5+5) sauf les doubles 1 et 6 qui sont des craps
- le 11 (pass) ne peut être obtenu que d'une seule manière : 6+5 = 5+6
- Le 7 (natural) est le total qui peut être obtenu le plus grand nombre de fois de façons différentes : (4+3), (2+5), (1+6) mais aussi (3+4), (5+2) et (6+1), soit une chance sur six au total

### Rôle des croupiers

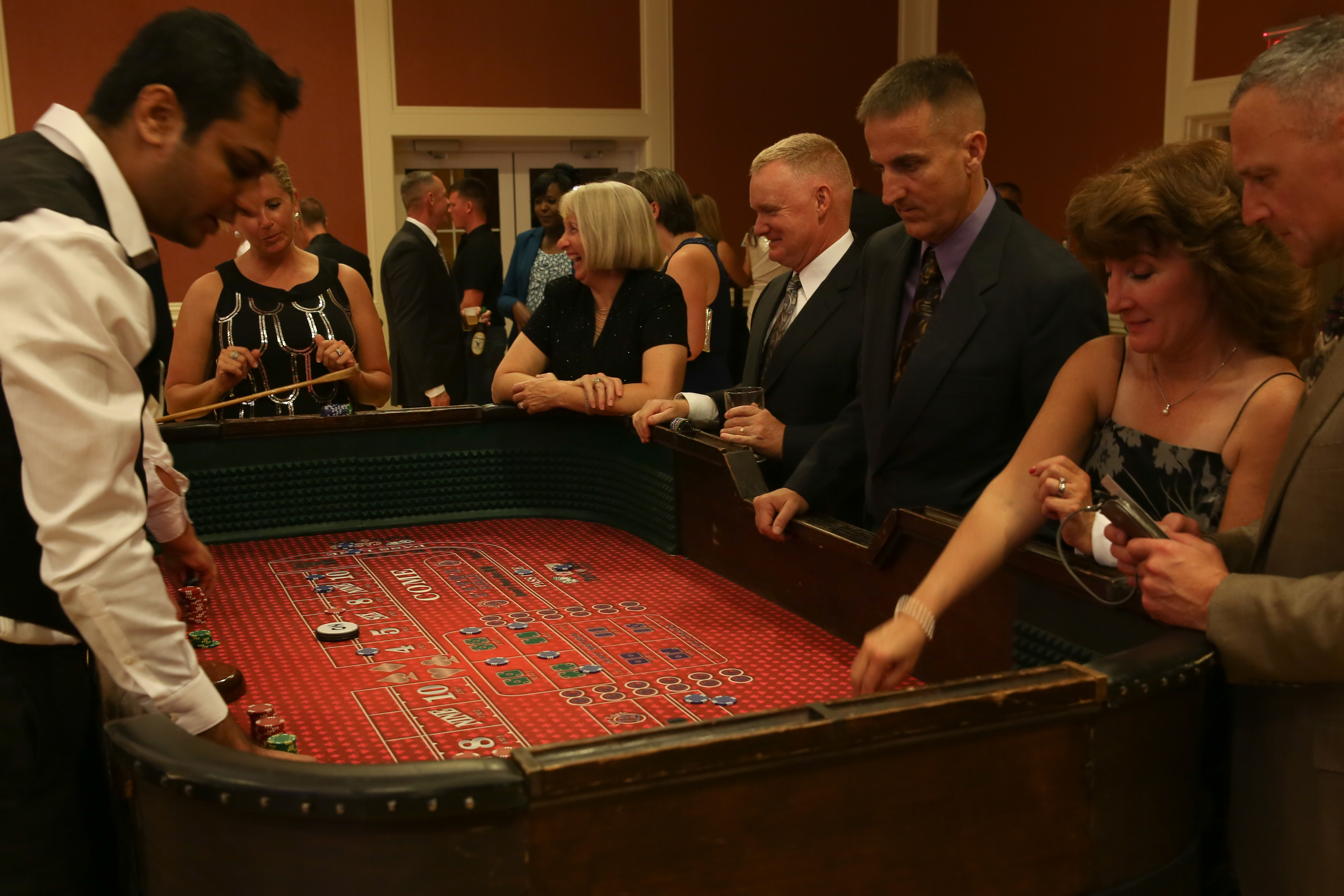
Une partie de craps en cours.

Au craps, on retrouve quatre croupiers :
- un chef de table qui contrôle le déroulement du jeu ;
- un premier croupier qui aide les joueurs à placer les mises ;
- un second croupier qui paie les mises gagnantes et ramasse les mises perdantes ;
- puis enfin le stickman. C'est celui qui dirige le jeu, ramasse les dés avec le stick (un manche) pour les donner au joueur lanceur. Il annonce le point gagnant.

Entre les lancements de dés, il y a une période pendant laquelle les croupiers doivent effectuer des paiements et collecter les paris perdants, après quoi les joueurs peuvent placer de nouveaux paris. Le stickman surveille l'action à une table et décide quand donner les dés au tireur, après quoi plus aucun pari n'est autorisé. Les mouvements exagérés du croupier pendant le processus de « rendre la monnaie » ou de « changer » (conversion de la monnaie en un équivalent en chèques de casino) sont nécessaires pour que tout litige puisse être examiné ultérieurement à l'aide des images des caméras de sécurité.[réf. nécessaire]

## Dans la culture populaire

### Cinéma
- Blanches Colombes et Vilains Messieurs (1951) avec Marlon Brando et Frank Sinatra.
- Le Jour le plus long (1962) de Ken Annakin.
- Les diamants sont éternels (1971), huitième film de James Bond, avec Sean Connery.
- Deux Filles au tapis (1981) de Robert Aldrich avec Peter Falk.
- La Gagne (1987), avec les acteurs Matt Dillon et Tommy Lee Jones.
- Il était une fois le Bronx (1993) avec Robert De Niro.
- Menace II Society (1993) avec Jada Pinkett Smith et Samuel L. Jackson.
- Casino (1995) de Martin Scorsese avec Sharon Stone.
- Double Mise (1996) avec une partie jouée par Philip Seymour Hoffman.
- Ocean's Thirteen (2007) avec George Clooney et Brad Pitt.
- Iron Man (2008) avec Robert Downey Jr. et Terrence Howard.
- Le Chasseur de primes (2010) avec Jennifer Aniston et Gerard Butler.
- Mississippi Grind (2015) avec Ben Mendelsohn et Ryan Reynolds.

### Télévision
- Dans la série Friends (saison 5, épisode 24, Celui qui était à Las Vegas (2e partie)), les personnages de Chandler et Monica jouent leur mariage au craps.
- Dans la série Scorpion (saison 4, épisode 15, Alerte tsunami), Toby démasque un tricheur au craps pour récupérer l'identité de son ex-fiancée.
- Dans la série Columbo (saison 2, épisode 8, Double Choc), un des deux frères jumeaux amène le lieutenant Columbo à Las Vegas pour qu'il constate que son frère joue au craps tous les mercredis.

### Jeu de rôle
- Le jeu de rôle Hellywood utilise une version légèrement simplifiée des règles du craps.